# Franz Gorgone
Francesco Paolo Gorgone dit Franz Gorgone, né à Palerme le 25 novembre 1930, mort à Palerme en juillet 2022, est un homme politique italien.

## Biographie
Docteur en médecine et chirurgie, et dirigeant un laboratoire d'analyse jusqu'en 1996, il a peu pratiqué la médecine pour se consacrer à la politique. Il est l'un des dirigeants de la Démocratie chrétienne en Sicile, en tant que chef du courant du Grand Centre de Antonio Gava et Flaminio Piccoli.
Il siège au conseil municipal de Palerme où il joue un rôle important dans les stratégies de nominations. Il est également président du Palermo Calcio en 1964-65, aux côtés d'Ernesto Di Fresco et de Luigi Barbaccia.
Il est élu à l'Assemblée régionale sicilienne lors des Élections régionales de 1981 en Sicile. Réélu en 1986, il est appelé deux fois au gouvernement régional par Rosario Nicolosi, comme assesseur à l'Industrie dans le 42e gouvernement régional mené d'août 1987 à janvier 1988, puis comme assesseur au Territoire et à l'Environnement de décembre 1989 à la fin de la législature, en août 1991. Il conserve sa délégation au début de la législature suivante jusqu'en juillet 1992, sous la présidence de Vincenzo Leanza, puis revient siéger à l'ARS dont il est vice-président de la commission Environnement et Territoire (janvier 1994-février 1995) et député secrétaire (juillet 1994-février 1995).
Il est condamné à sept ans de prison pour complicité extérieure d'association mafieuse, pour avoir obtenu les voix des familles mafieuses d'Altofonte et de Cerda contre la signature par l'assesseur régional du Territoire et de l'environnement, de décrets de financement des contrats d'assainissement d'Altofonte et pour le parc urbain de Caccamo. Il est le premier élu condamné pour participation extérieure mafieuse, c'est-à-dire reconnu comme ayant contribué aux intérêts de Cosa Nostra sans en faire partie. Il est en revanche acquitté en appel et en cassation après avoir été condamné à quatre ans et demi lors du procès du "tavolino", système de partage des contrats en Sicile pour l'agrandissement de la décharge de Bellolampo à Palerme, l'approbation du plan régional des déchets et l'attribution des travaux pour le pipeline sous-marin de Mazara del Vallo et Carini.